# Asel·lotes
Els asel·lotes (Asellota) són un subordre dels crustacis isòpodes que es troben en els ambients marins i d'aigua dolça. Aproximadament una quarta part de tots els isòpodes marins pertanyen a aquest subordre.

## Característiques
Els membres d'aquest subordre es distingeixen fàcilment d'altres isòpodes pel seu complex aparell reproductiu. Altres característiques inclouen el peduncle antenal de sis articulacions, els uropodis estilitzats (una característica compartida amb alguns altres grups d'isòpodes), la fusió de pleonites 5, 4 i de vegades 3 al pleotelson, i absència del primer pleopodis en femelles.

## Classificació
El subordre Asellota està format per aquestes famílies:
- Janiroidea Sars, 1897
  - Acanthaspidiidae Menzies, 1962
  - Dendrotiidae Vanhöffen, 1914
  - Desmosomatidae Sars, 1899
  - Echinothambematidae Menzies, 1956
  - Haplomunnidae Wilson, 1976
  - Haploniscidae Hansen, 1916
  - Ischnomesidae Hansen, 1916
  - Janirellidae Menzies, 1956
  - Janiridae Sars, 1897
  - Joeropsis Koehler, 1885[6]
  - Joeropsididae Nordenstam, 1933
  - Katianiridae Svavarsson, 1987
  - Macrostylidae Hansen, 1916
  - Mesosignidae Schultz, 1969
  - Microparasellidae Karaman, 1933
  - Mictosomatidae Wolff, 1965
  - Munnidae Sars, 1897
  - Munnopsidae Lilljeborg, 1864
  - Nannoniscidae Hansen, 1916
  - Paramunnidae Vanhöffen, 1914
  - Pleurocopidae Fresi & Schiecke, 1972
  - Santiidae Wilson, 1987
  - Thambematidae Stebbing, 1913
- Aselloidea Latreille, 1802
  - Asellidae Latreille, 1802
  - Stenasellidae Dudich, 1924
- Stenetrioidea Hansen, 1905
  - Pseudojaniridae Wilson, 1986
  - Stenetriidae Hansen, 1905
- Gnathostenetroidoidea Kussakin, 1967
  - Gnathostenetroididae Kussakin, 1967
  - Protojaniridae Fresi, Idato & Scipione, 1980
  - Vermectiadidae Just & Poore, 1992

Algunes classificacions també inclouen Microcerberidea dins d'Asellota.